# Бой при Кольно
Бой при Кольно (нем. Gefecht bei Kolno) — один из боёв во время восстания под руководством Тадеуша Костюшко, произошедший между прусскими и польскими войсками 10 июля 1794 года в городе Кольно.

## Ход событий
Получив известие, что противник идет двумя колоннами по 2000 человек каждая на взятие Йоханнисбурга (совр. Пиш) и Бялы, прусский генерал Генрих Иоганн Гюнтер, имевший под своим началом 750 солдат, выступил маршем из Козла на реке Писа на город Щучин. Вечером 9 июля его боковые патрули были неожиданно атакованы противником справа. От захваченного пленного Гюнтер узнал о нахождении в Кольно польского отряда (1200 регулярных солдат и 1000 косиньеров при 4 пушках) полковника Валентия Квасьневского. Продолжение марша на Щучин теперь было уже невозможно, и Гюнтер решил атаковать Кольно. 
10 июля, в час ночи, пруссаки атаковали в штыки и захватили две пушки польского караула перед Кольно. Затем отряд последовал за бегущим противником в город, где их встретил ливень пуль из дверей и окон.
Поляки отошли за город на узкую насыпь (дамбу на р. Лабна?), прикрытую с обеих сторон трясиной, и разместили там оставшуюся артиллерию (2 пушки). После того как пруссаки с трудом вытеснили из загоревшегося города оставшихся там польских солдат, они атаковали в штыки первый из двух мостов на плотине и захватили одну из 8-фунтовых пушек. Поляки отразили атаку противника в бою за второй мост, шедший два часа.   
Около 10 часов утра Гюнтер, потерявший убитыми и ранеными большинство офицеров, приказал прекратить бой и перебить всех польских пленных, после чего отступил в направлении Пиша. Отряд Квасьневского отступил в Борково.